# آنیتا بریم
آنیتا بریم (به انگلیسی: Anita Briem) (زاده ۲۹ مهٔ ۱۹۸۲) بازیگر ایسلندی است. از فیلم‌های معروف او می‌توان به تودورها، وزیر و دیلن داگ: مرگ شب اشاره کرد.